# 市橋長富
市橋 長富（いちはし ながとみ、文化2年2月22日（1805年3月22日） - 安政6年11月20日（1859年12月13日））は、近江仁正寺藩の第9代藩主。仁正寺藩市橋家10代。

## 略歴
出羽庄内藩主・酒井忠徳の四男。正室は八戸藩主・南部信真の娘。二男四女あり。通称は主殿。官位は従五位下主殿頭。
文政5年（1822年）2月22日、先代藩主の長発の死去により、末期養子として家督を相続した。同年9月1日、将軍・徳川家斉に拝謁する。同年12月16日従五位下主殿守に叙任する。砲術家の高島四郎太夫から砲術を学んだ。天保15年（1844年）10月7日、隠居し、養子長和に家督を譲った。安政6年（1859年）11月20日、55歳で死去した。法号は性善院円山道覚大居士。墓所は東京都荒川区西日暮里の南泉寺。

## 系譜
父母
- 酒井忠徳（実父）
- 市橋長発（養父）

正室
- 南部信真の娘

子女
- 二男四女あり

養子
- 市橋長和 ー 酒井忠器の四男